# Serra de la Collada
La Serra de la Collada és una serra al terme municipal de Baix Pallars, a la comarca del Pallars Sobirà, dins de l'antic terme de Peramea. És a la zona central-meridional d'aquell antic terme, al sud de la vila de Peramea, a l'est del poble de Pujol, i al sud-oest del de Llaràs.